# Augusto Giustini
Augusto Giustini (Roma, 1856 – ...) è stato un architetto italiano.
Una delle sue opere più note è il Villino Levi del Barone Giorgio Levi delle Trezze, a Roma.
Nel 1896 vince il concorso pubblico bandito l’anno precedente per la realizzazione della Palazzina del Circolo Marina di La Spezia. Eloquente testimonianza dell’architettura del periodo con colonnine e ringhiere in ferro, la palazzina è tuttora esistente seppur più volte rimaneggiata.
L’anno successivo disegna il Pontificio Collegio Leoniano di Anagni.

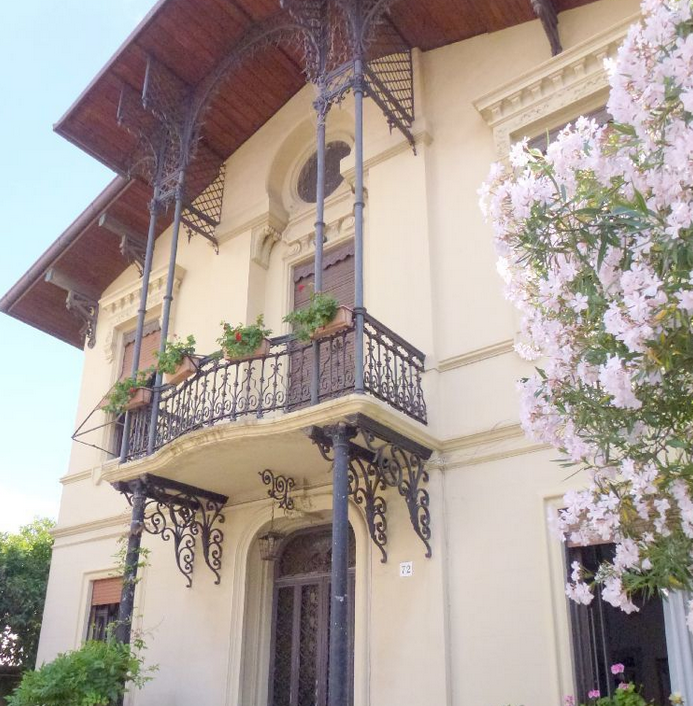
Villino Giustini

Sposato con la livornese Emilia Mirandoli, si trasferisce in Toscana, a Livorno, dove all’inizio degli anni ’90 costruisce per sé e la sua famiglia un’abitazione in stile Liberty, il nuovo stile da non confondere con i villini eclettici che contraddistinguono il lungomare di Livorno tra l’Accademia e l’Ardenza.
“Lo chalet costruito per proprio conto dall’architetto Augusto Giustini, colla sua graziosa veranda di ferro dalle svelte colonnette sostenenti la sporgenza del tetto, con i suoi delicati ornamenti in ferro battuto, e in cemento, colla cancellata elegantissima pure in ferro battuto, senza alcuna idea pretenziosa, può dirsi veramente l’espressione della architettura moderna”.
A Livorno realizza inoltre nel 1902, su incarico del direttore dello stabilimento termale Acque della Salute, la Villa Queirolo adiacente alla Palazzina Zalum e oggi sostituita da un condominio degli anni trenta.
Lavora al Villino Radziwill a Roma nel 1903 e alla trasformazione di Palazzo Verospi nel 1904-6.
Sempre a Roma lavora anche per la famiglia del futuro regista Rossellini in due diverse palazzine poste a breve distanza l’una dall’altra. “Fra le molte nuove costruzioni ve ne hanno alcune dovute all’Arch. Giustini e che ben volentieri pubblicheremo sull’Edilizia Moderna, presentando frattanto le illustrazioni del Villino Rosellini […] Come nelle altre costruzioni dell’Arch. Giustini, dobbiamo anche in questa rilevare la signorile eleganza colla quale furono condotte tutte le opere”.
Continua ad alternare l’edilizia privata agli edifici pubblici. Partecipa al primo progetto per la realizzazione del Poligono di Tiro nell’area della Farnesina, in prossimità di Ponte Milvio. Successivamente rinnovato nel 1910 per l’Esposizione Universale dell’anno successivo.
Nel 1911 lavora anche alacremente come consulente esterno alla Mostra Etnografica a Piazza d’Armi curata da Lamberto Loria. Nell’occasione viaggia insieme ad Angelo Guazzaroni nelle diverse regioni italiane e collabora alla realizzazione e alla disposizione della Mostra.
Al IX Congresso degli Ingegneri e degli Architetti italiani a Bologna espone alcuni dei suoi disegni: Progetto di caffe concerto, Progetto di villino per S. A. il Duca degli Abruzzi, Fotografie del Collegio Leoniano in Anagni, Buvette per stazione tram, Fotografia della Cappella Orlando a Livorno, della croce votiva, del villino Giustini, di un progetto di manicomio, del Circolo Marina a Spezia, Acquerello di un villino.
Alcuni dei suoi progetti tuttavia restano solamente abbozzati. Ad esempio il palazzo postelegrafico di Livorno, la Biblioteca Nazionale di Firenze, la platea del Teatro Costanzi a Roma (1909), il monumento a Dante. “Dante e Roma”, a cura di Marcello Fagiolo, Gangemi editore riporta in copertina il progetto per un Memoriale a Dante Alighieri (1911) di Cesare Laurenti e Augusto Giustini. Le tavole di Giustini – piante, sezioni e prospetti – sono conservate presso il Comune di Ferrara e pubblicate nel catalogo della mostra su Cesare Laurenti.